# Buphagus erythrorhynchus
Buphagus erythrorhynchus là một loài chim trong họ Buphagidae.
Đây là loài bản địa thảo nguyên của châu Phi cận Sahara, từ Cộng hòa Trung Phi Đông đến Nam Sudan và phía nam tới phía bắc và đông Nam Phi. Phạm vi của loài này chồng chéo với phạm vi loài chim ăn ve mỏ vàng cùng chi với loài này ít phổ biến.

## Hành vi
Chúng xây tổ trong lỗ cây lót bằng lông ngắt từ súc vật. Nó đẻ 2-3 trứng. Bên ngoài mùa sinh sản nó là khá thích giao du, tụ tập thành đàn lớn. Chim không trong mùa sinh sản hót trên con vật chủ của chúng vào ban đêm.
Loài chim này ăn côn trùng và ve. Cả tên gọi bằng tiếng Anh và tên khoa học phát sinh từ thói quen của loài này đậu trên động vật có vú hoang dã và thuần lớn như bò và ký sinh trùng ăn động vật chân đốt. Chúng đậu trên linh dương như linh dương đầu bò. Trong một con trưởng thành mất nhiều hơn 100 con ve cái Boophilus decoloratus cái no tròn hoặc 12.000 ấu trùng.
Tuy nhiên, thức ăn ưa thích của chúng là máu, và trong khi chúng có thể mất ve đeo bám với máu, chúng cũng ăn nó trực tiếp, chúng mổ vào vết thương của động vật có vú.

## Hình ảnh

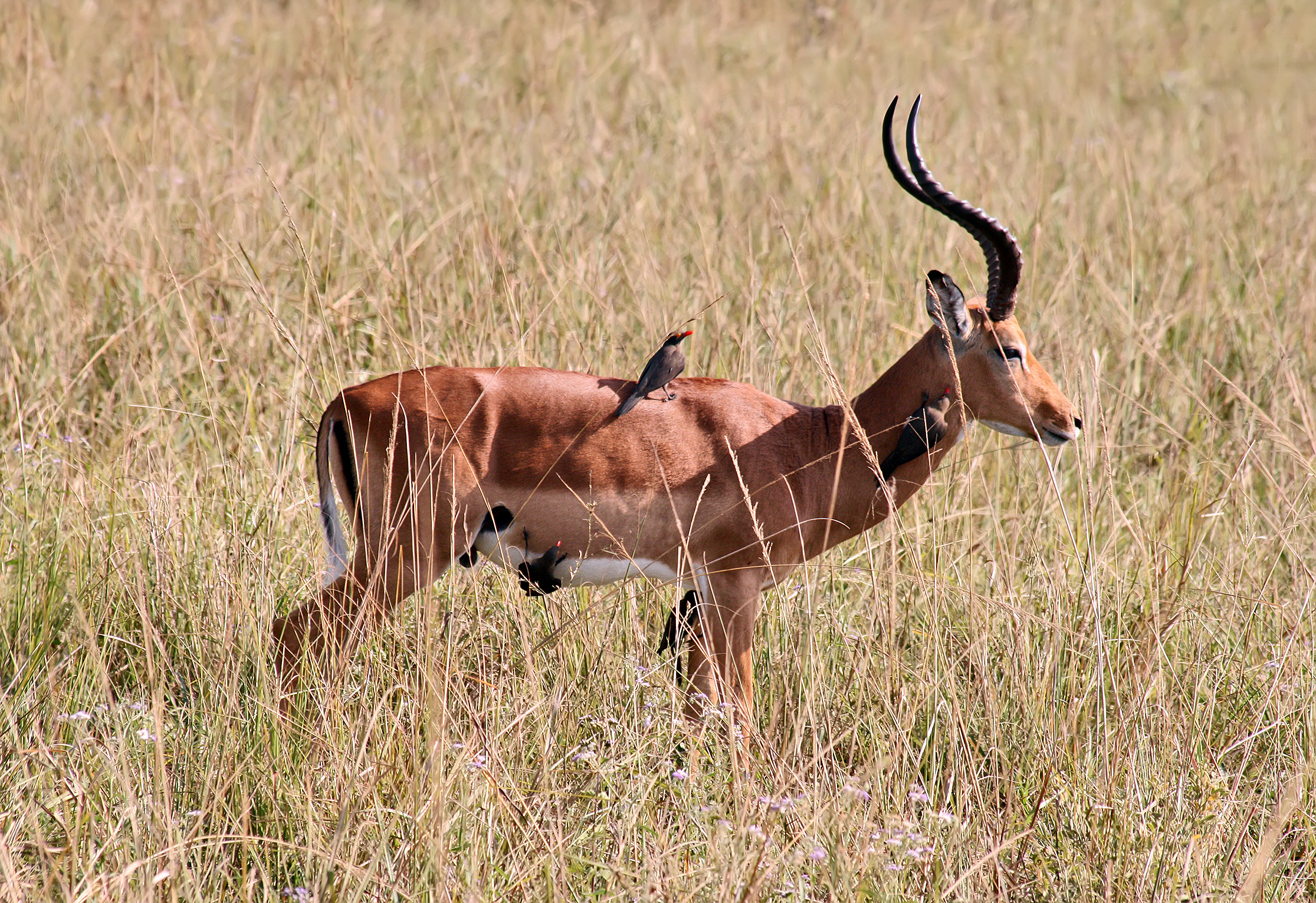
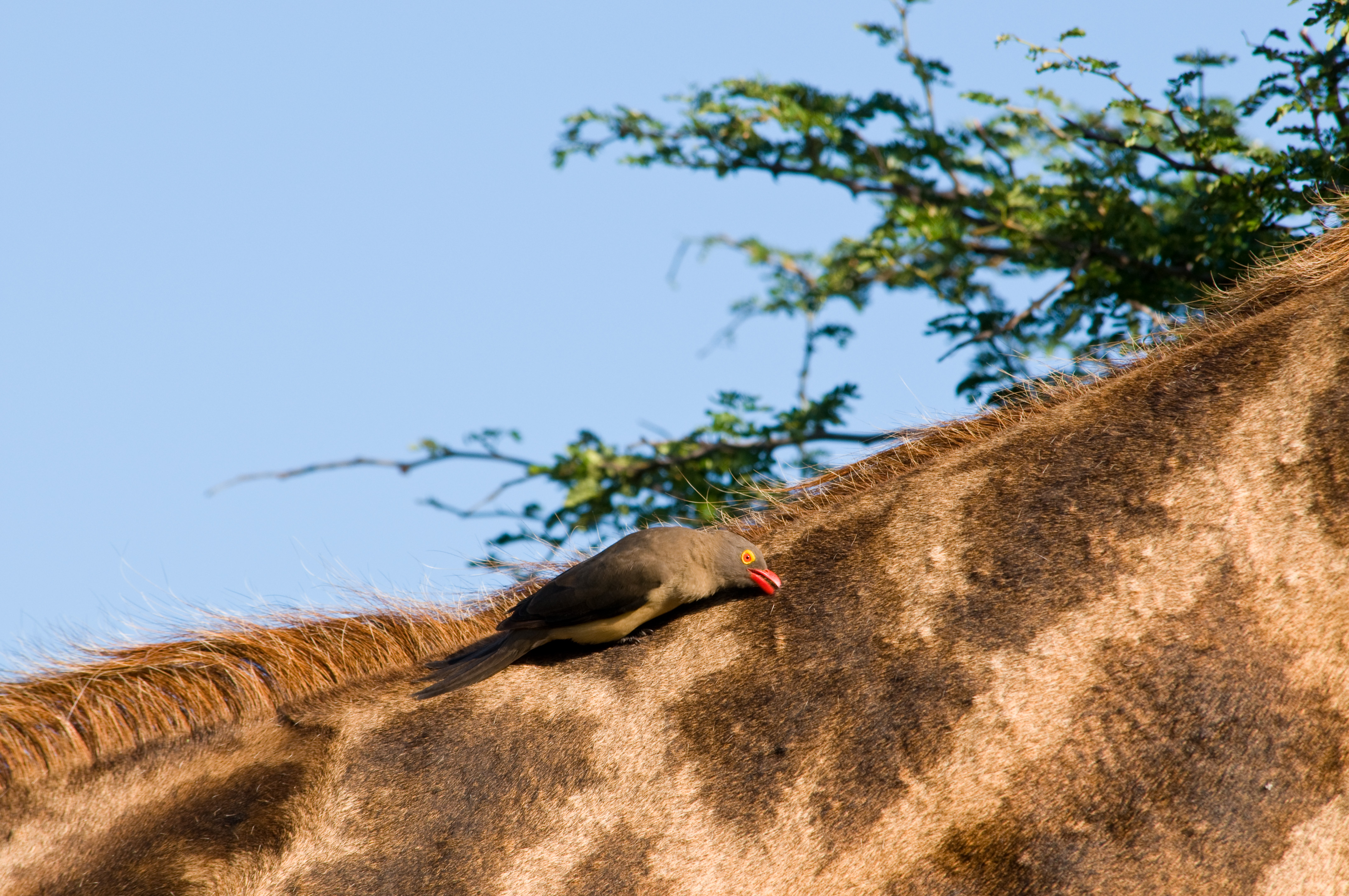
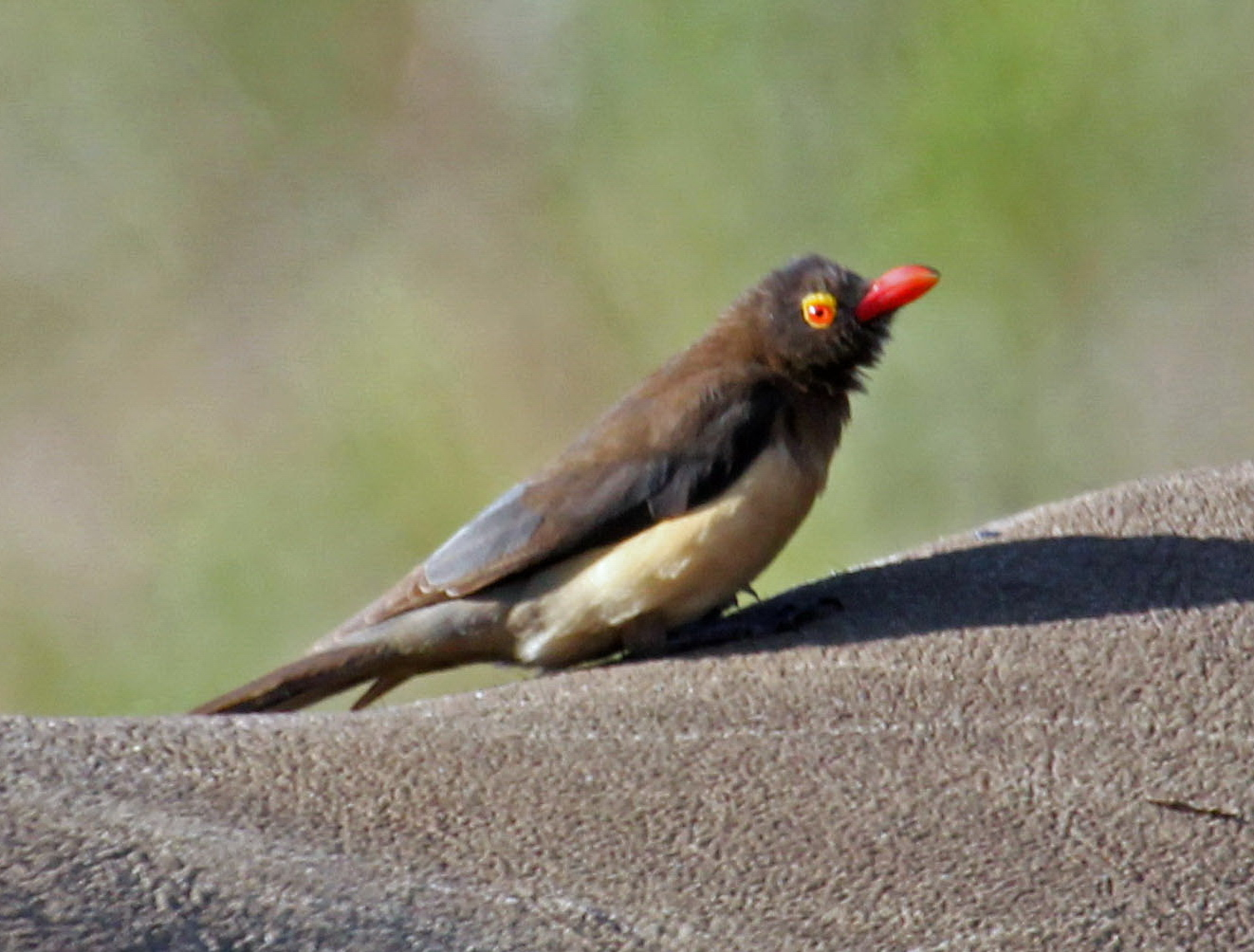